# 1885년 프랑스 총선
1885년 프랑스 총선은 1885년 10월 14일과 10월 18일 프랑스에서 치러진 총선으로, 70.4%의 투표율을 보였다

## 선거 결과
정당별 의석수
| 정당        | 의석수 |
| ----------- | ------ |
| 온건 공화파 | 200    |
| 중도 공화파 | 83     |
| 왕당파      | 73     |
| 제정파      | 65     |
| 보수파      | 63     |
| 사회주의파  | 60     |
| 급진 공화파 | 40     |
| 합계        | 584    |